# Partido Liberal (Chile, 1849-1966)
El Partido Liberal (PL) fue un partido político chileno formado en 1849, en el contexto del gobierno conservador del presidente Manuel Bulnes. Durante su historia transitó por distintas posiciones entre el centro y la centroderecha. En sus campañas políticas, el PL a menudo utilizaba una antorcha como su símbolo.
Sus antecedentes provienen del bando pipiolo, que tuvo un rol importante en los primeros años de organización de la República hasta su derrota a manos del bando pelucón, en la Batalla de Lircay, en 1830. Llegaron al gobierno a partir de 1861 y poco a poco lograron ir reformando algunos aspectos de la Constitución de 1833, algo que se concretó entre 1871 y 1874. Durante el siglo XX representó el ala más avanzada de la derecha, participó activamente desde la década de 1930 hasta la de 1960, en la mayoría de las elecciones.
Posteriormente fue coincidiendo cada vez más con su histórico oponente, el Partido Conservador (PCon), y a partir del sistemático descenso electoral que ambas colectividades vivieron en la década de 1960, el 12 de mayo de 1966 junto con el entonces Partido Conservador Unido (PCU) y Acción Nacional (AN) se fusionan para formar el Partido Nacional (PN). Algunos miembros de la juventud del partido deciden no integrarse al nuevo movimiento en formación y se mantienen al margen de la política activa.
En 1983, diversos grupos liberales vuelven a aparecer, dando forma a una serie de partidos políticos que desaparecerían, finalmente, en la década de 2000.

## Historia

### Orígenes y oposición (1849-1871)
Fue creado por sectores de los pipiolos que eran contrarios al autoritarismo presidencial de los pelucones. De ahí su principal objetivo que era la reforma de la conservadora y autoritaria Constitución de 1833. La Constitución de 1828 considerada como la base de un régimen liberal en cuanto a separación de poderes y libertades públicas, en contraposición a la de 1833, aprobada por los pelucones tras el triunfo de la revolución de 1829 o revolución conservadora.
Otras de sus bases doctrinales eran: el Estado docente, la libertad de prensa, la libertad de circulación de libros, la libertad electoral, la abolición del mayorazgo y de los privilegios sacerdotales. En cuestiones teológicas (relaciones Iglesia y Estado) se mantuvo relativamente indiferente, aunque firme partidario de usar y ejercer las prerrogativas del derecho de patronato. En materias económicas propició el liberalismo económico (laissez faire, laissez passer). Salvo por un sector disidente que formaría el Partido Radical en 1857 más anticlerical y laico y de mayor intervención del Estado en la actividad económica. Contó con el apoyo de la aristocracia y de la incipiente clase media, y entre sus miembros se contaba la elite intelectual de Chile.

### La República Liberal (1861-1891)
Al iniciarse el segundo quinquenio en la presidencia de José Joaquín Pérez, el partido pasó a formar parte del gobierno por medio de la Fusión Liberal-Conservadora, dando inicio al periodo de la República Liberal. Desde esa época hasta 1891 recibía la denominación informal de liberal de gobierno. Gracias a su predominio político y a que los presidentes de la República pertenecían a sus filas pudo usar el aparato administrativos de los agentes del gobierno (intendentes, gobernadores e inspectores) para intervenir en las elecciones[cita requerida] y favorecer sus listas de candidatos, con ello impedían que los conservadores y radicales obtuvieran triunfos importantes. También empieza a reunirse en convenciones para elegir el candidato a la presidencia, pero con la influencia del mandatario en funciones que insinuaba indirectamente quien sería su sucesor entre los posibles candidatos liberales. pero no pudieron 
Entre 1871 a 1874 logra aprobar en el Congreso Nacional las reformas a la Constitución de 1833 que eliminan los rasgos más autoritarias de dicha carta constitucional.
Durante el gobierno de Domingo Santa María se formó el Partido Liberal Doctrinario (1885) que a veces constituía una tendencia interna o un partido político independiente. También existieron los liberales mocetón o nacionalizados, encabezados por Isidoro Errázuriz que seguían la política del Partido Nacional o monttvarista.

### La República Parlamentaria (1891-1925)
En noviembre de 1892, en la I Convención del PL, se organiza el partido aprobándose sus estatutos. Inicialmente su máxima autoridad es la convención. El directorio y la junta son los organismos encargados de su dirección política y acordar alianzas con otras fuerzas. Durante este periodo el PN o monttvarista se integra al PL brevemente (1891-1896).
Los partidarios liberales del derrotado y muerto presidente Balmaceda forman el Partido Liberal Democrático en 1893.
Aunque triunfante en la Revolución de 1891, sufrió el desgaste ejerciendo un poder débil en aquel periodo, poco fecundo en las realizaciones y de escasa seriedad de los partidos en cumplir los pactos y programas, dado que por causas menores apoyaban y quitaban el apoyo político. Además pequeñas facciones liberales lideradas por importantes políticos esbozaban nuevas perspectivas, que trababan el funcionamiento del partido o favorecían pactos políticos contradictorios
Hacia el final de la República Parlamentaria (1920) el propio PL se encontraba dividido, con su respectivos directorios, entre liberales aliancista (partidarios de Arturo Alessandri) y unionistas (partidarios de Luis Barros Borgoño).

### Reorganización y República Presidencial (1925-1966)

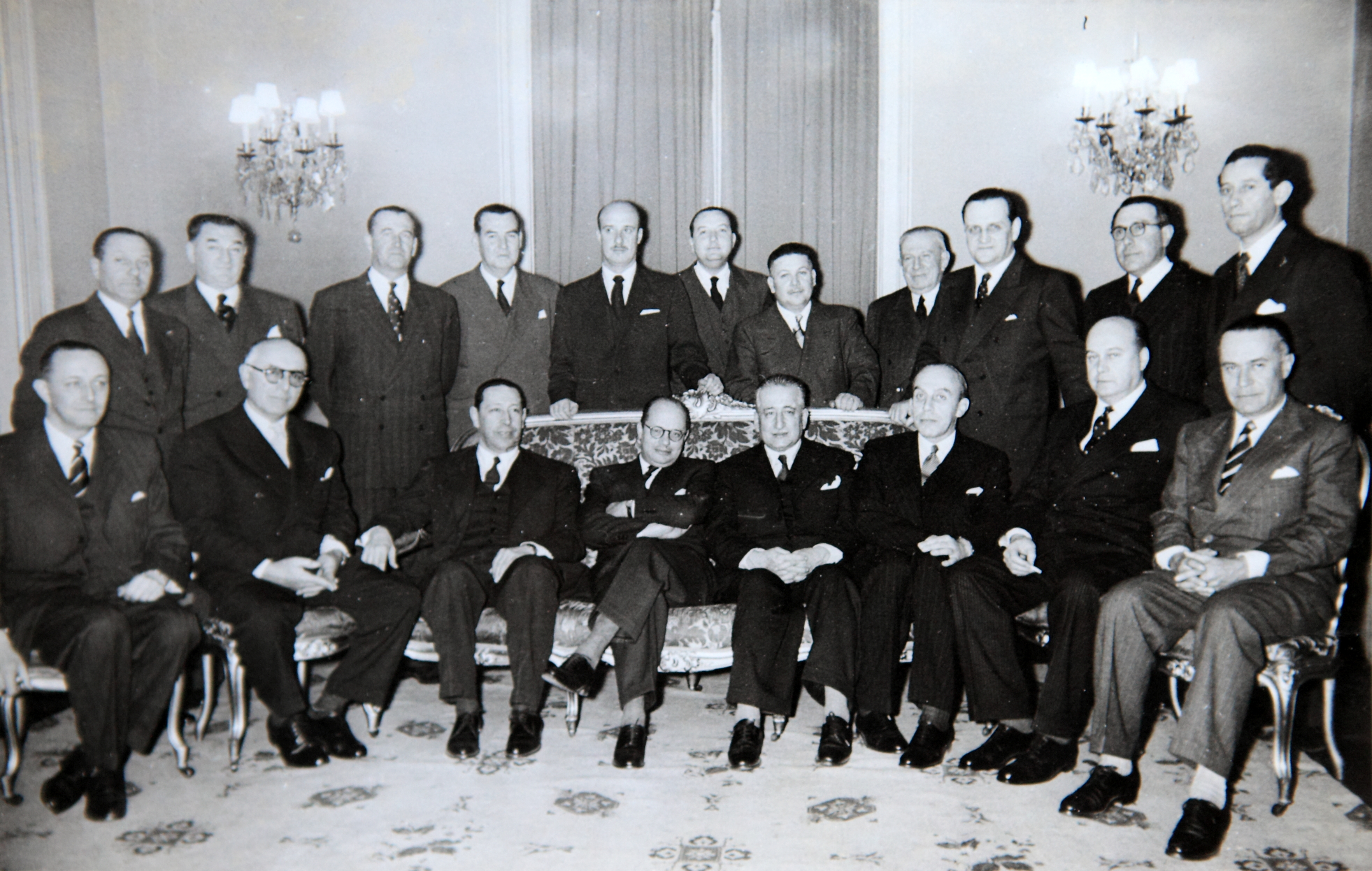
Parlamentarios del Partido Liberal junto al presidente de Colombia Carlos Lleras Restrepo en 1966.

El PL como tal desaparece al crearse el Partido Liberal Unido (PLU) en 1930 como un intento de unificar al liberalismo. A la caída de Ibáñez en 1931 reaparecen los grupos liberales, que el PLU trató de unir como organizaciones independientes. En diciembre de 1931, en la V Convención del PL reaparece como organización de liberalismo, pero no logró agrupar a las restantes organizaciones liberales. Solo en la VI Convención de octubre de 1933 se establece como la única organización liberal al fusionarse las restantes organizaciones (PLD, PL Independiente o Doctrinario y PLU), que también se aprobó su estatuto y programa.
Durante el siglo XX, el Partido Liberal representó la bandera de las ideas de derecha, en contraposición de una izquierda emergente en el mundo; teniendo desde la década de 1930 hasta la de 1960, por lo general, más de una treintena de diputados, y en torno al 20% de los votos. Ideológicamente fue confluyendo cada vez más hacia puntos en común con su otro gran oponente, el Partido Conservador Unido, y a raíz de la caída vertiginosa de ambas formaciones en las elecciones parlamentarias de 1965, el 16 de junio de 1966 se unieron para formar una nueva entidad política, el Partido Nacional.

## Convenciones
El Partido Liberal realizó 9 convenciones nacionales a lo largo de su historia.
- I Convención Nacional: realizada en septiembre de 1892.
- II Convención Nacional: realizada en Santiago el 24, 25 y 26 de diciembre de 1907.
- III Convención Nacional: realizada en Santiago el 19, 20 y 21 de octubre de 1913.
- IV Convención Nacional: realizada en Santiago el 14, 15 y 16 de septiembre de 1919.
- V Convención Nacional: realizada en diciembre de 1931.
- VI Convención Nacional: realizada en Valparaíso y Viña del Mar del 12 al 15 de octubre de 1933.
- VII Convención Nacional: realizada en Santiago el 6, 7 y 8 de octubre de 1939.
- VIII Convención Nacional: realizada en Santiago el 19, 20 y 21 de diciembre de 1947.
- IX Convención Nacional: realizada en Viña del Mar el 14, 15 y 16 de agosto de 1959.

El 2 y 3 de abril de 1966 se realizó en Santiago una convención extraordinaria para cambiar el nombre a Partido Nacional y fusionarse con el Partido Conservador Unido.

## Fracciones
- Partido Liberal Democrático (1875-1886).
- Partido Liberal Independiente (1885-1930).
- Partido Liberal Democrático (1893-1932).
  - Partido Liberal Democrático Aliancista (1924-1930).
  - Partido Liberal Democrático Unionista (1924-1930).
- Partido Liberal Unido (1930-1933), fusión del Partido Liberal con sus fracciones Independiente, Aliancista y Unionista.
- Partido Unión Republicana (1931-1937).
- Partido Liberal Progresista (1944-1953).

## Intentos de reorganización

### Unión Liberal-Republicana
La reorganización del Partido Liberal fue el resultado de un proceso político iniciado en 1983. Ese año, distintas fuerzas políticas proscritas por la dictadura militar de Augusto Pinochet, reaparecieron en el escenario público reorganizándose y ganando vocería política. Entre las que se dieron a conocer ese año estaban el "Movimiento Liberal" y la "Derecha Republicana", esta última organizada en 1982 por miembros del extinto Partido Nacional. Hacia 1987, este último —ya constituido como Partido Republicano desde octubre de 1984 tras su ingreso a la Alianza Democrática— se asocia con el nuevo Partido Liberal y nace la Unión Liberal-Republicana. Posteriormente aparecería una facción antipinochetista del Partido Nacional, quienes se unirían posteriormente al Partido Liberal, formando un núcleo moderado de oposición al régimen.
En 1987 los liberales integraron el Partido por la Democracia (PPD) en su fase inicial, cuando era un partido instrumental que agrupó a diversas fuerzas políticas sin constitución legal; ese año, Armando Jaramillo Lyon fue vicepresidente del PPD.
Sin embargo, algunos militantes decidieron apoyar al oficialismo, desafiando las normas de dicho partido, formando el Partido Liberal Demócrata de Chile, lo que conllevó la crítica del sector mayoritario del liberalismo.

O ignoran los fundamentos ideológicos del liberalismo, lo que conllevaría a una irresponsabilidad tremenda o pretenden aprovechar el enorme apoyo del gobierno (militar) a los que le dan el Sí.
Pedro Montenegro, Revista Hoy, julio de 1988.[cita requerida]

### Partido Liberal/Partido del Sur
El Partido Liberal fue creado oficialmente en 1988, y en 1990 se fusionó con el Partido del Sur —que arriesgaba su disolución por el Servicio Electoral—, adoptando el nombre del primero. El 5 de marzo de 1993 el Partido Liberal cambió de nombre, por lo que pasa a ser denominado como Partido del Sur.
Tras los magros resultados electorales, fue disuelto el 8 de junio de 1994.

### Partido Alianza de Centro/Partido Liberal

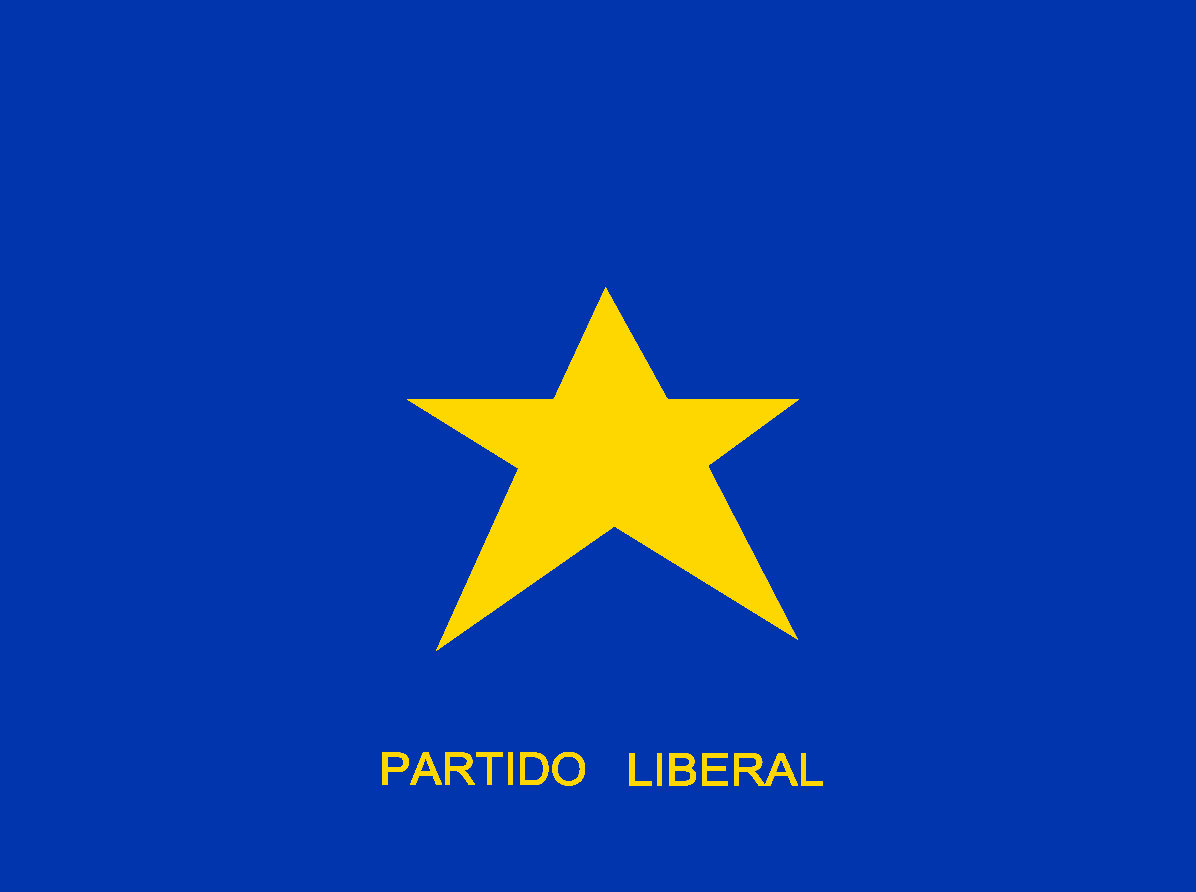
Bandera y emblema del Partido Liberal entre 1998 y 2002.

En enero de 1989, una facción del Partido Liberal junto con otra del Partido Nacional crearon el Partido Alianza de Centro (PAC), que formó parte de la Concertación en las elecciones parlamentarias de 1989, 1993 y 1997, y varios de sus militantes integraron los gobiernos de esa coalición.
En diciembre de 1998, los militantes del PAC reorganizaron el Partido Liberal (PL), el cual fue inscrito legalmente el 17 de marzo de 2000. El partido integró la coalición electoral de la Concertación de Partidos por la Democracia para las elecciones municipales de 2000, y presentó su propia lista en las elecciones parlamentarias de 2001. Su inscripción fue caducada en el Servicio Electoral el 3 de mayo de 2002. Sus militantes intentaron refundirlo en 2003 como Partido Alianza Regionalista Liberal, sin éxito.

### Intentos posteriores
Tras el término de su existencia legal, los más antiguos miembros del PAC y el PL se concentraron en fortalecer la labor académica de la Fundación Presidente Balmaceda. Algunos de ellos apoyaron, durante las elecciones presidenciales de 2005 y de 2009, al candidato presidencial de la Alianza por Chile, el centroderechista Sebastián Piñera.[cita requerida] Los dirigentes más jóvenes en 2002 resolvieron integrarse al Partido por la Democracia (PPD),[cita requerida] también miembro de la Concertación, mientras otro grupo emigró hacia el ala liberal de Renovación Nacional, partido de centroderecha integrante de la Alianza por Chile, coalición opositora.[cita requerida]
El año 2010 se creó Red Liberal, movimiento político que intenta reunir a los liberales chilenos desperdigados en diversas organizaciones. Algunas de sus primeras banderas de lucha fueron el sufragio voluntario, el matrimonio igualitario y la legalización de la marihuana.
Finalmente fue el partido político ChilePrimero que a fines de 2012 decidió revivir el legado del liberalismo progresista y su consejo general aprobó el cambio de nombre a Partido Liberal de Chile, siendo publicada su modificación en el Diario Oficial el día viernes 11 de enero de 2013.

## Organización
Su estructura y organización era la siguiente:
- Asambleas; Consejos Agrupacionales de los Departamentos; Junta Ejecutiva, Consejo Nacional, Directorio General, Tribunal Supremo y Convención General.
- Además contaba con las siguientes organizaciones: Juventud Liberal, Departamento Femenino y Organización Sindical.

## Resultados electorales

### Elecciones parlamentarias
|  | 32,94 % |

|  | 40,73 % |

|  | 43,59 % |

|  | 46,78 % |

|  | 45,98 % |

|  | 32,20 % |

|  | 33,43 % |

|  | 44,15 % |

|  | 31,18 % |

|  | 28,95 % |

|  | 18,93 % |

|  | 28,26 % |

|  | 32,43 % |

|  | 9,87 % |

|  | 20,74 % |

|  | 13,55 % |

|  | 16,26 % |

|  | 19,10 % |

|  | 16,34 % |

|  | 17,13 % |

|  | 10,51 % |

|  | 12,55 % |

|  | 16,60 % |

|  | 16,89 % |

|  | 7,53 % |

|  | 3,30 % |

Nota: no se incluyen resultados de 1930 (ver Congreso Termal). Entre 1891 y 1925 la votación total corresponde a la suma del Partido Liberal y el Partido Liberal Democrático.

### Elecciones municipales
|  | 20,51 % |

|  | 18,73 % |

|  | 19,18 % |

|  | 14,41 % |

|  | 13,26 % |

|  | 16,61 % |

|  | 12,93 % |

|  | 13,08 % |

|  | 16,03 % |

|  | 13,23 % |

## Autoridades

### Presidentes de la República

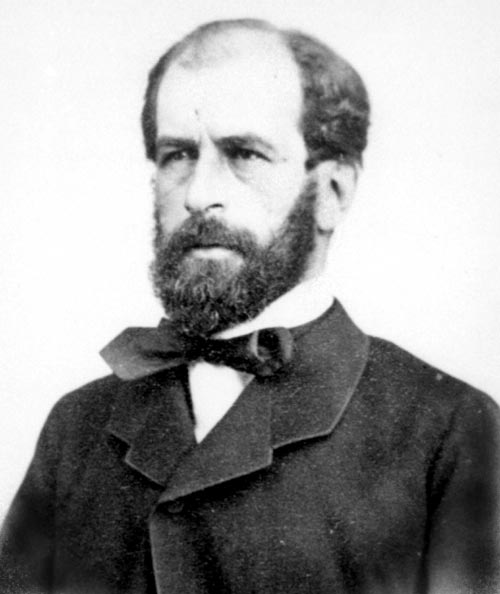
Federico Errázuriz Zañartu 1871-1876
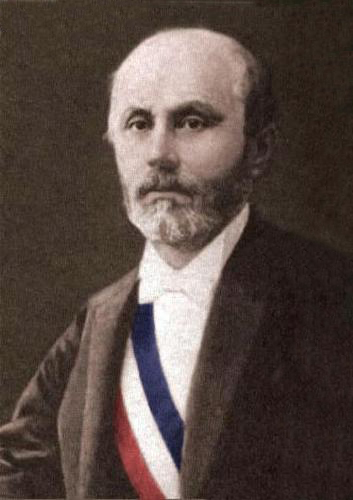
Aníbal Pinto 1876-1881
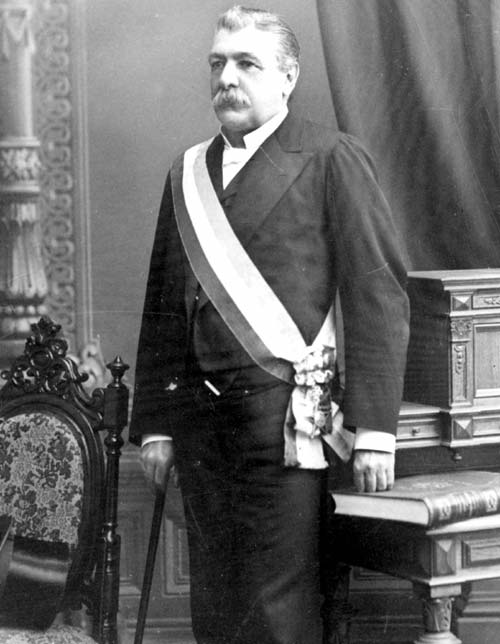
Domingo Santa María 1881-1886
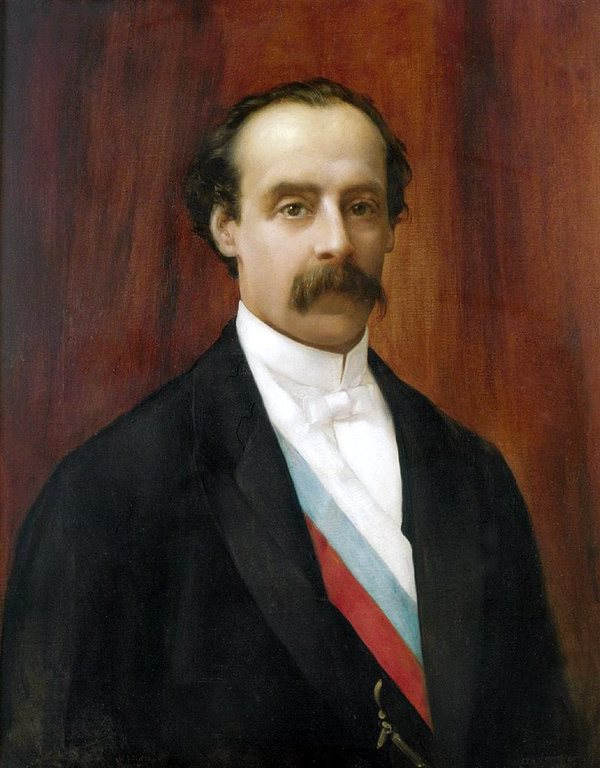
José Manuel Balmaceda 1886-1891
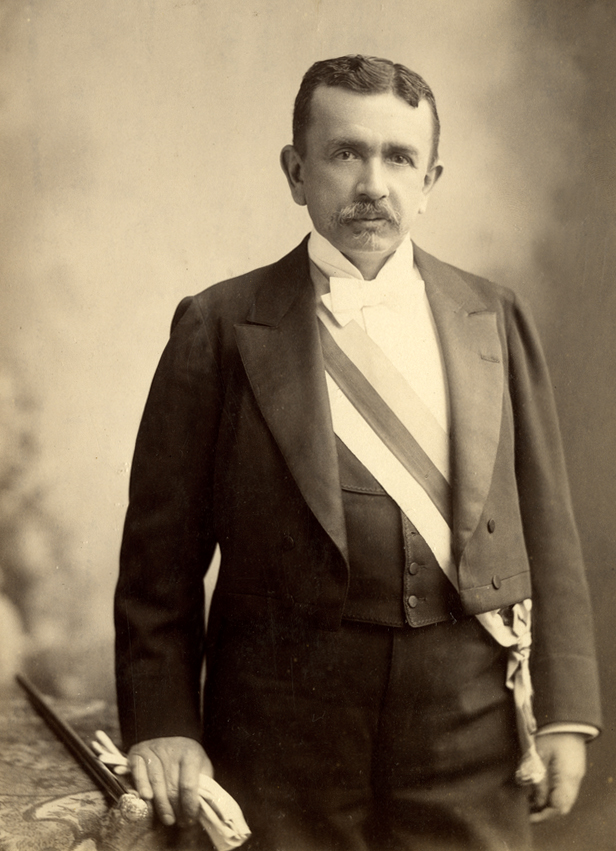
Federico Errázuriz Echaurren 1896-1901
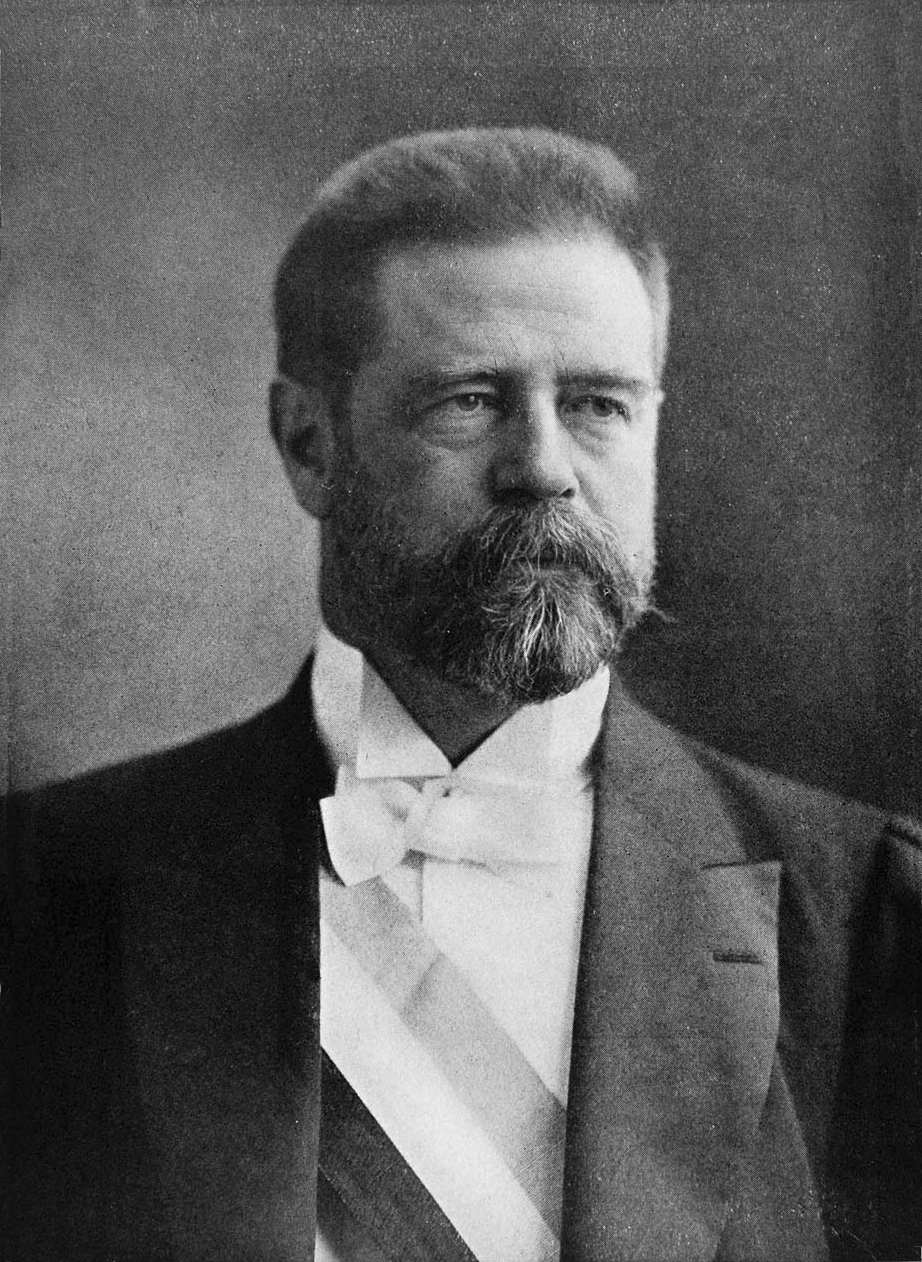
Germán Riesco 1901-1906
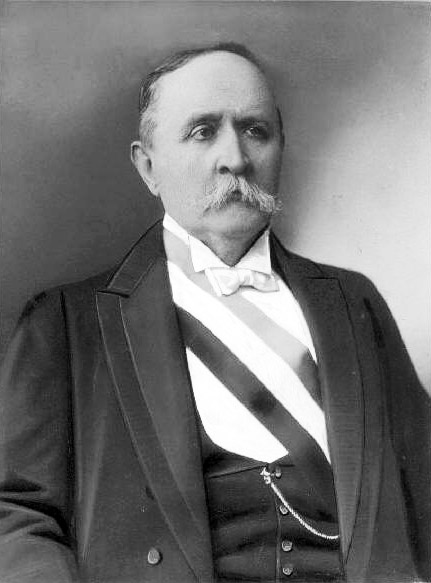
Ramón Barros Luco 1910-1915
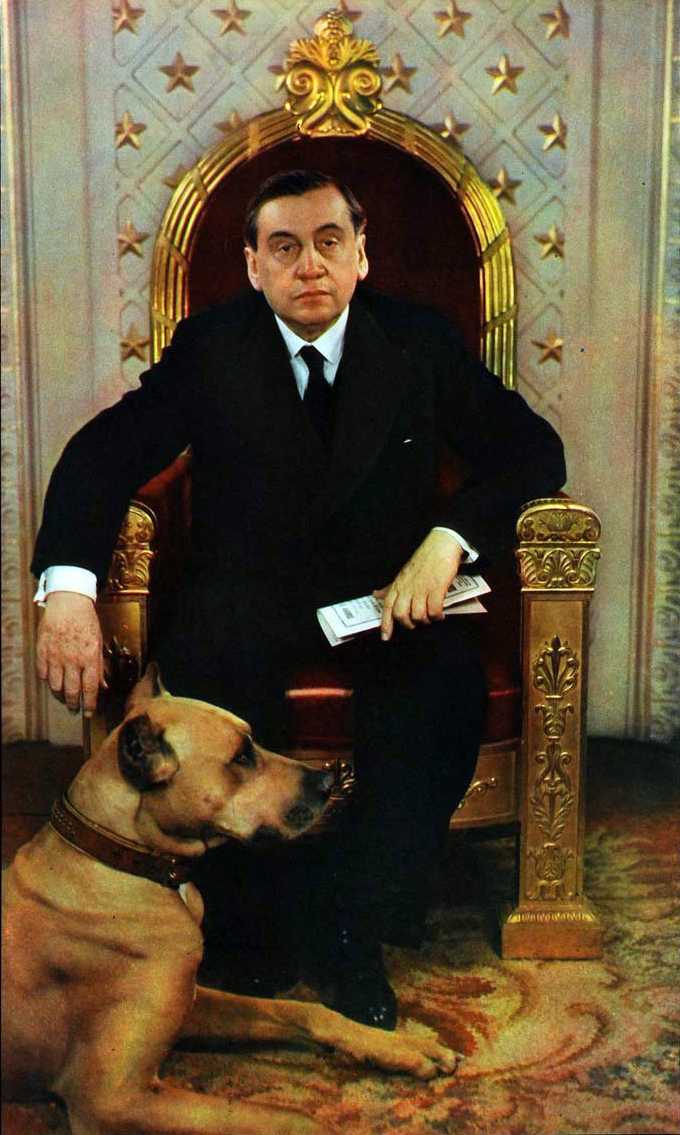
Arturo Alessandri Palma 1920-1924; 1925; 1932-1938